# Таш-дарваза
Таш-дарваза (узб. Toshdarvoza) — южные ворота хивинской цитадели Ичан-Кала (Хива, Узбекистан). Ворота были построены в 1830—1840 годах во время правления Аллакули. В настоящее время находятся по адресу махалля «Ичан-Кала», улица Пахлавон Мухмуда, дом 21.
В настоящее время входит в список материального культурного наследия Узбекистана республиканского значения. Входит в список всемирного культурного наследия как часть исторической части города Хива.

## История
В цитадели Ичан-Кала имеется четверо ворот, которые располагаются с разных сторон света. Крепостные ворота Таш-дарваза являлись частью фортификационного сооружения, которое за счет выступов из её плоскости с севера и юга немного выступает из крепостной стены. Строительство ворот Таш-дарваза началось во второй половине XVIII века и закончилось в 1830—1840 годах, первоначально они назывались ворота Ангарик, поскольку от них вела дорога в кишлак Ангарик.
В 1840-х годах по приказу хивинского хана Аллакули была построена внешняя крепостная стена Дишан-Калы. После строительства внешней крепостной стены, её ворота оказались близко к воротам Ичан-Калы, которыми были ворота Ангарик и Таш-дарваза. Таким образом принято решение, что нужно южные ворота цитадели Ичан-Кала назвать Таш-давраза (в переводе с узбекского языка «Каменные ворота»), так как они больше не вели в кишлак Ангарик. Таш-дарваза были главными воротами, через которые проходило большинство караванов, поэтому возле них быстро возник большой рынок. В начале XX века рынок возле ворот становится большим и этот район стали называть «Старый рынок», а ворота возле получили название «Koʻhna bozor darvozasi» (Ворота старого рынка).
С 1981 по 1996 годы была проведена масштабная реконструкция в Ичан-Кала, включающая модернизацию удобств, прокладку магистральных сетей (водопроводов, канализации линий электроснабжения и связи) и стоков осадков со всей территории. Данная реконструкция затронула и Таш-дарваза.

## Архитектура и планировка
Ворота представляют собой шести камерное сооружение, симметричное относительно центральной оси юг— север, по которой следуют, перекрывая продолговатый отрезок проезжей дороги, два купольных отсека, соединенные арочными проемами с боковыми замкнутыми помещениями меньшего размера, которые служили для таможни и охраны. В плане размер ворот 19,7 х 17,0 метров при высоте в 10 метров. Пролёт арок проезжей части 4,83 метров, а размер боковых помещений 3,2 х 3,2 метра. Южные боковые помещения связаны проходами с небольшими двухъярусными круглыми камерами внутри цилиндрических башен по сторонам от проезжей части. В северных пилонах устроены две винтообразные лестницы, ведущие на крышу.
Фасады Таш-дарваза впечатляют простотой и монументальностью форм. Плоско-профилированные фасадные арки в П-образной плоской раме переходит по сторонам массивными устрашающими башнями на южной стороне (главная сторона) и декоративными на северной. Поверху южной стороны были кирпичные зубцы, за которыми скрывались стрелки.
Проезжая часть не была выложена камнем или брусчаткой, возможно не сохранилась, однако под купольной частью сохранилась частично мостовая. Четыре несущие арки под купольных квадратов соприкасаются пятами, между ними выложены ложносферические паруса. Боковые помещения также имели купольные перекрытия. Фасад и интерьер ворот Таш-дарваза не декорирован.